# Liane Michaelis
Liane Michaelis, född den 23 april 1953 i Schönebeck, Östtyskland, är en östtysk före detta handbollsspelare.

## Karriär
Liane Michaelis spelade Inom klubbhandbollen för SC Magdeburg. Hon vann OS-silver i damernas turnering med Östtyskland i samband med de olympiska handbollstävlingarna 1976 i Montréal. De förlorade den avgörande matchen mot Sovjetunionen med 11-14. Under turneringen spelade hon fyra matcher. Hon hade med laget vunnit världsmästerskapet i handboll för damer 1971 i Nederländerna och 1975 i Sovjetunionen. Sammanlagt spelade hon 54 landskamper för Östtyskland. Efter karriären som aktiv blev hon handbollstränare i Magdeburg.